# 昆地曼
昆地曼是菲律宾情歌的一种形式，以他加禄语演唱。曲调轻盈悠扬，充满感伤。音乐史家们认为昆地曼最初起源于米沙鄢。本来只在青年男女之间流行，到了19世纪末、20世纪初才上升到艺术歌曲的高度。著名演唱家包括鲁本·他加禄（“昆地曼之王”）、西尔维娅·德托雷（“昆地曼女王”等）。许多菲律宾的管弦乐和民乐作品引入了昆地曼作为主体。在殖民统治时期，昆地曼是承载菲律宾人民族主义和独立精神的重要载体。